# Palác Strozziů (Vídeň)
Palác Strozziů či též Chotkovský palác ve Vídni (německy Palais Strozzi) je někdejší šlechtický palác. Nachází se ve vídeňském 8. městském okrese Josefstadt, na Josefstadtské ulici (Josefstädter Straße) č. 39.

## Historie

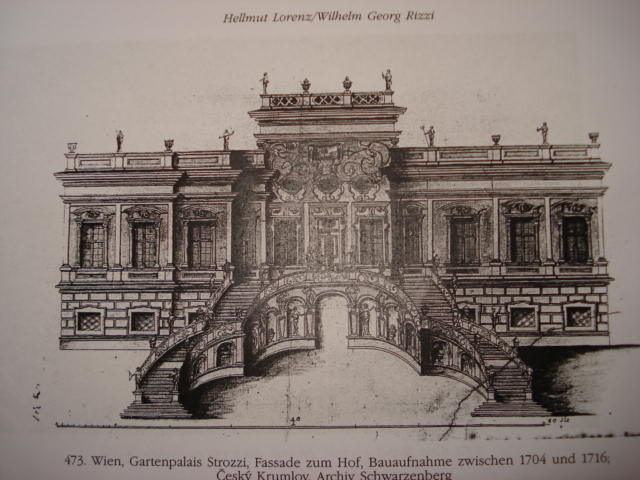
Palác hraběnky Strozziové

Palác nechala v letech 1699 až 1702 vystavět hraběnka Marie Kateřina Strozziová, rozená Khevenhüllerová.
V roce 2015 palác sloužil jako sídlo výzkumného střediska Institutu vyšších studií a o rok později se do paláce přistěhoval také Complexity Science Hub Vienna.

## Historie budovy
Hraběnka Marie Kateřina, vdova po významném císařském diplomatovi a generálovi Petru Strozziovi, si zde původně nechala vystavět letní sídlo. Budova měla zpočátku podobě pouze jednopatrového hlavního traktu dnešního paláce, avšak náročně řešená zahrada dosahovala až k Piaristické ulici (Piaristengasse). Architekt původní budovy není znám, zřejmě však pocházel z okruhu mistra Johanna Lucase von Hildebrandta.
Po smrti hraběnky roku 1714, budovu zdědil její synovec plukovník Jan Ludvík hrabě Khevenhüller, ten ji však již po dvou letech prodal valencijskému arcibiskupovi, Antoniu Franciscovi de Folch y Cardona. Ten nechal k letnímu paláci přistavět boční křídlo a rozšířit nádvoří, odděleného od ulice zdí. Folco později palác odkázal císaři Karlu VI., jehož byl poradcem.
Panovníkova dcera, císařovna Marie Terezie, roku 1753 palác darovala svému dvornímu kancléři Janu Karlovi hraběti Chotkovi. Jeho plán na rozšíření paláce, ale také Sedmiletá válka jej donutily rozprodat velkou část zahrad. Když v roce 1831 Vídeň zasáhla pandemie cholery, sloužil palác jako špitál. V držení rodu Chotků z Chotkova palác zůstal až do roku 1840, byl však částečně pronajímán, mj. malíři Friedrichovi von Amerling.
Poté budovy odkoupil stát a zřídil zde C.k. veřejný dívčí penzionát. Jelikož však byla budova pro nový ústav malá, byla navýšeno o jedno patro, čmž získala zcela nový vzhled. Od tehdy protilehlých kasáren jezdectva byl dívčí penzionát na přelomu let 1877/1878 oddělen novým traktem.
V roce 1919 byl dívčí penzionát vystěhován a palác začalo využívat město na péči o invalidní osoby. Od roku 1940 v budově sídlil finanční úřad pro 8., 16. a 17. vídeňský okres, a to až do svého přenesení do finančního centra Vídeň-střed 7. prosince 2012. V roce 2015 se do paláce nastěhoval Institut vyšších studií (IHS) a v listopadu t.r. zde byl zahájen provoz výzkumného střediska IHS. Od 2016 zde má sídlo také Complexity Science Hub Vienna.